# Bereschnyzja (Sarny)
Bereschnyzja (ukrainisch Бережниця; russisch Бережница Bereschniza, polnisch Bereźnica) ist ein Dorf im Norden der ukrainischen Oblast Riwne mit etwa 600 Einwohnern (2001).

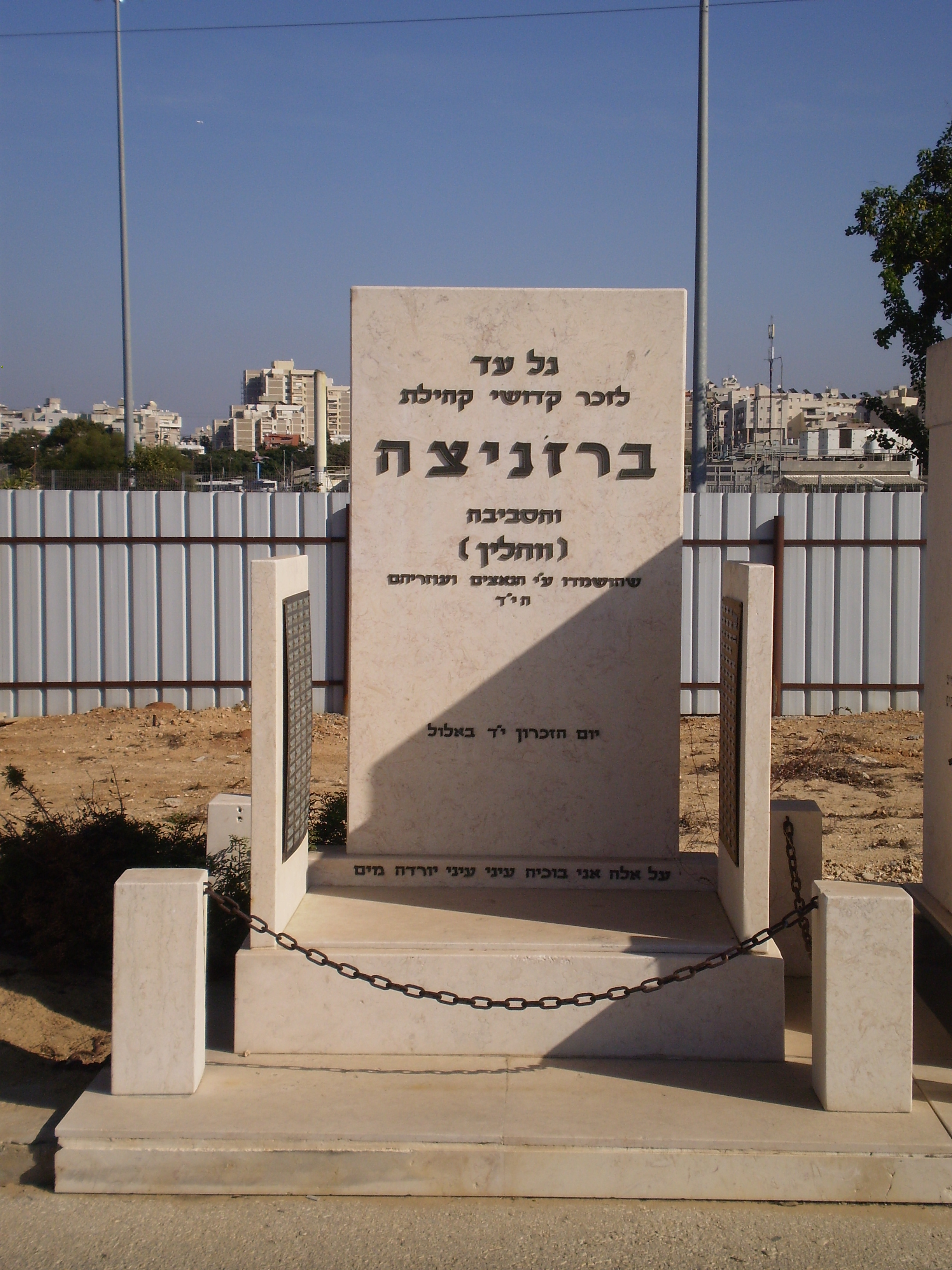
Holocaust-Denkmal im Dorf

## Geografische Lage
Die Ortschaft liegt auf einer Höhe von 158 m an der Mündung der 34 km langen Bereschanka (Бережанка) in die Horyn, 20 km südlich vom ehemaligen Rajonzentrum Dubrowyzja und etwa 110 km nördlich vom Oblastzentrum Riwne. Durch das Dorf verläuft die Fernstraße N 25/Regionalstraße P–05 und die Territorialstraße T–18–17.

## Geschichte
Das erstmals 1629 schriftlich erwähnte Dorf lag bis zur Dritten Polnischen Teilung 1795 in der Woiwodschaft Wolhynien der Adelsrepublik Polen-Litauen und fiel dann an das neu gegründete Gouvernement Wolhynien des Russischen Kaiserreiches.
Nach dem Ersten Weltkrieg wurde Bereschnyzja zunächst Teil der Westukrainischen Volksrepublik und nach dem Polnisch-Ukrainischen Krieg 1921 Bestandteil der Zweiten Polnischen Republik (Woiwodschaft Wolhynien, Powiat Sarny).
Im Herbst 1939 besetzte die Sowjetunion die Region und 1941 wurde das Dorf von der Wehrmacht okkupiert und dem Reichskommissariat Ukraine angeschlossen. Während der deutschen Besatzung bestand im Dorf zwischen dem 5. September 1941 und dem 26. August 1942 ein Ghetto. Nach dem Zweiten Weltkrieg wurde die Ortschaft 1945 in die Ukrainische SSR der Sowjetunion eingegliedert. Seit deren Zerfall 1991 ist sie Teil der unabhängigen Ukraine.

## Gemeinde
Am 12. Juni 2020 wurde das Dorf ein Teil neu gegründeten Stadtgemeinde Dubrowyzja im Rajon Dubrowyzja; bis dahin bildete es zusammen mit den Dörfern Bilaschi (Білаші) und Pidlisne (Підлісне) die Landratsgemeinde Bereschnyzja (Бережницька сільська рада/Bereschnyzka silska rada) im Süden des Rajons Dubrowyzja.
Am 17. Juli 2020 wurde der Ort Teil des Rajons Sarny.

## Söhne und Töchter der Ortschaft
- Teodosija Brysch (1929–1999), sowjetisch-ukrainische Bildhauerin